# Pescara Challenger
Il Pescara Challenger è stato un torneo professionistico di tennis giocato su campi in terra rossa. Faceva parte dell'ATP Challenger Series. Si giocava annualmente a Pescara in Italia.

## Albo d'oro

### Singolare
| Anno | Campione            | Finalista            | Punteggio     |
| ---- | ------------------- | -------------------- | ------------- |
| 1988 | Josef Čihák         | Gerardo Vacarezza    | 6–4, 6-3      |
| 1989 | Massimo Cierro      | Magnus Larsson       | 6–3, 6–3      |
| 1990 | Christer Allgårdh   | Germán López Montoya | 4–6, 6–3, 6–4 |
| 1991 | Vladimir Gabričidze | Martin Střelba       | 7–5, 6–4      |
| 1992 | Federico Sánchez    | Massimo Cierro       | 6–2, 7–5      |

### Doppio
| Anno | Campioni                             | Finalisti                            | Punteggio     |
| ---- | ------------------------------------ | ------------------------------------ | ------------- |
| 1988 | Ronnie Båthman Alessandro De Minicis | Josef Čihák Richard Vogel            | 4–6, 6–3, 6–3 |
| 1989 | Fredrik Nilsson David Engel          | Nicklas Kulti Magnus Larsson         | 6–2, 4–6, 7–6 |
| 1990 | Branislav Stankovič Richard Vogel    | Massimo Cierro Alessandro De Minicis | 6–3, 6–1      |
| 1991 | Josef Čihák Tomáš Anzari             | Johan Donar John Sobel               | 6–3, 6–4      |
| 1992 | Massimo Cierro Nicklas Utgren        | Mark Knowles Roger Smith             | 6–4, 6–4      |